# Rich Halley

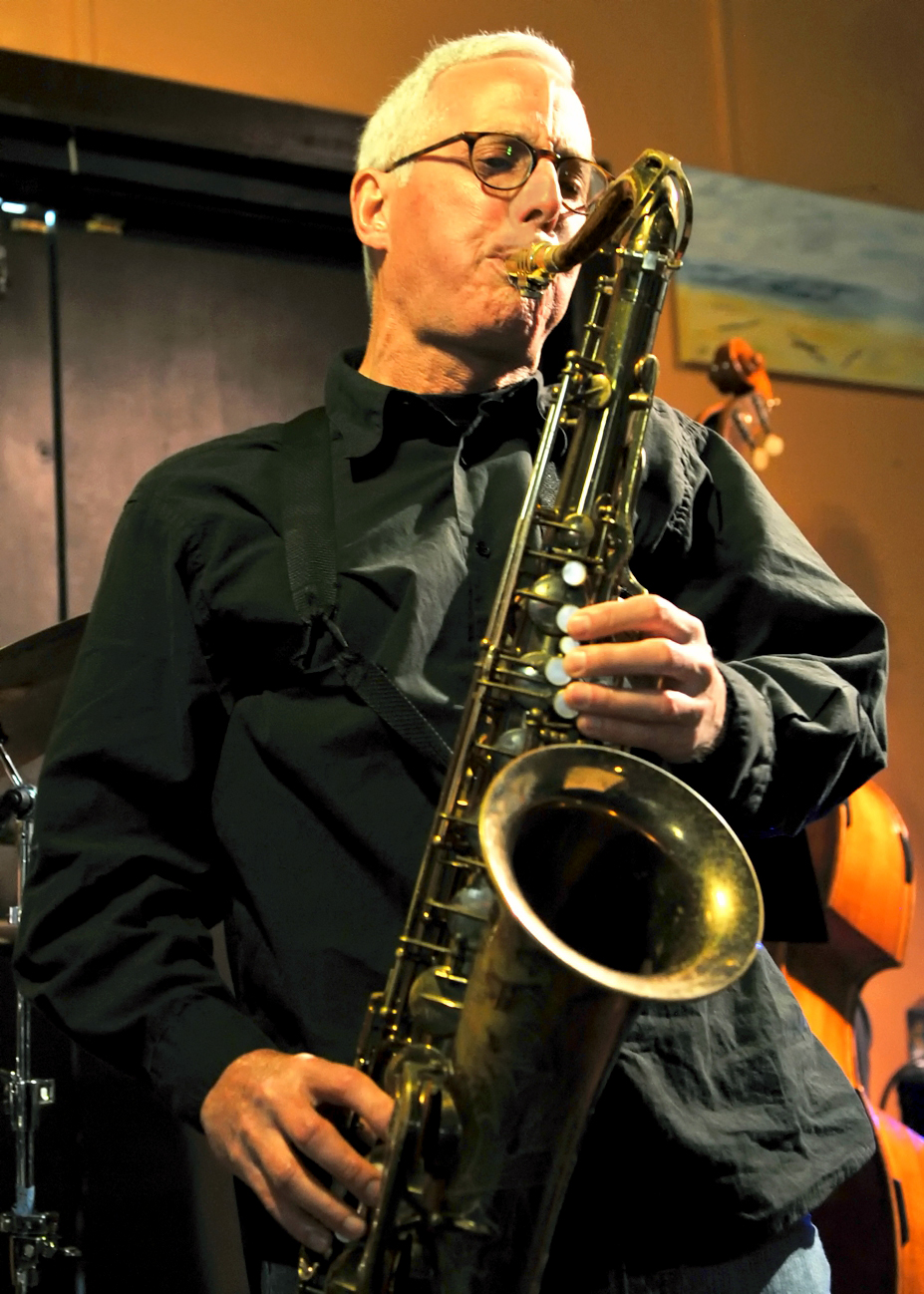
Rich Halley

Rich Halley (* 1947) ist ein US-amerikanischer Jazzmusiker (Tenor-, Sopransaxophon, Flöte), Komponist und Bandleader im Bereich von Post-Bop und Free Jazz.
Rich Halley, der ausgebildeter Biologe ist, wuchs im Bundesstaat Oregon auf und begann seine Karriere in Jazz-, Rhythm-and-Blues- und Latin-Jazz-Bands in Chicago, San Francisco und im Nordwesten der Vereinigten Staaten. Ein erstes Bandprojekt unter seiner Leitung war das Multnomah Rhythm Ensemble, das Jazz mit Multimedia verband; 1983 entstand sein Debütalbum Multnomah Rhythms, u. a. mit Denney Goodhew. Er trat mit Bobby Bradford, Andrew Hill, Julius Hemphill, Vinny Golia, Obo Addy, Tony Malaby, Oliver Lake, Michael Bisio, Michael Vlatkovich und Rob Blakeslee auf; außerdem ist er Gründungsmitglied von Oregon's Creative Music Guild. Halley arbeitet seit den 1980er Jahren mit verschiedenen Formationen, seinem Sextett Lizard Brothers, dem Outside Music Ensemble, das regelmäßig Konzerte im Powell Butte Nature Park gibt. In seinem gegenwärtigen Quartett spielt der Kornettist Bobby Bradford. Halley lebt in Portland (Oregon). 2020 legte er das Album The Shape of Things vor, das er mit Matthew Shipp, Michael Bisio und Newman Taylor Baker eingespielt hatte.

## Diskographische Hinweise
- Songs of the Backlands (Avocet, 1986)
- Cracked Sidewalks (Avocet, 1987)
- Saxophone Animals (Ninewind, 1991)
- Live at Beanbenders (Ninewinds, 1998)
- Coyotes in the City (2001)
- The Blue Rims (Louie, 2003)
- Mountains and Plains (2005)
- Live at the Penofin Jazz Festival (2010)
- Children of the Blue Supermarket (Pine Eagle, 2011)
- Requiem for a Pit Viper (Pine Eagle, 2011)
- Back From Beyond (Pine Eagle, 2012)
- The Wisdom of Rocks (Pine Eagle, 2014)
- Rich Halley / Carson Halley: The Wild (2017)
- Rich Halley 3: The Literature (Pine Eagle Records, 2018)
- Boomslang (2021)
- Fire Within (2023)
- Dusk and Dawn (2024)